# 157街車站
157街車站（英語：157th Street station）是美國紐約地鐵IRT百老匯-第七大道線一個地鐵站，位於曼哈頓華盛頓高地157街及百老匯交界，設有1號線（任何時候停站）列車服務。

## 車站結構
| G        | 街道               | 出入口                        |
| P 月台層 | 側式月台，右側開門 | 側式月台，右側開門            |
| P 月台層 | 北行               | 往范科特蘭公園-242街（168街） |
| P 月台層 | 南行               | 往南碼頭（145街）             |
| P 月台層 | 側式月台，右側開門 |                               |

此站設有兩個側式月台和兩條軌道。

## 歷史
157街車站首次開放時是非正式、未完工的狀態，1904年10月29日作為臨時車站服務耶魯-哥倫比亞比賽的粉絲。
157街車站後來在1904年11月12日正式開放。此站是首次在已有的地鐵路線上加入新車站。車站的開放延後了兩個星期，主要因為車站仍有一些塗裝和抹灰尚未完成。
此站以南一站的145街車站是當初的總站。在首日營運時，車站用作容許乘客前往波羅土地觀看足球比賽。從此以後，157街就成為了不途經萊諾克斯大道線列車的總站。157街總站設有讓列車調頭的設施，紓緩了96街的擠塞。1906年3月12日，IRT由157街延長至221街。服務新延線的接駁列車以157街為總站，意味着157街以南的乘客若前往新延線需於該站轉乘。1906年5月30日，快車開始直通至221街，此情況不再存在。
1948年，IRT百老匯-第七大道線由103街到238街的月台都延長至514英呎以停靠10節快車列車。過去車站只能停靠6節慢車。而月台延長分段開放。1948年4月6日，由103街到迪克曼街開放了月台延伸段，但125街除外，於1948年6月11日才開放。

## 外部連結

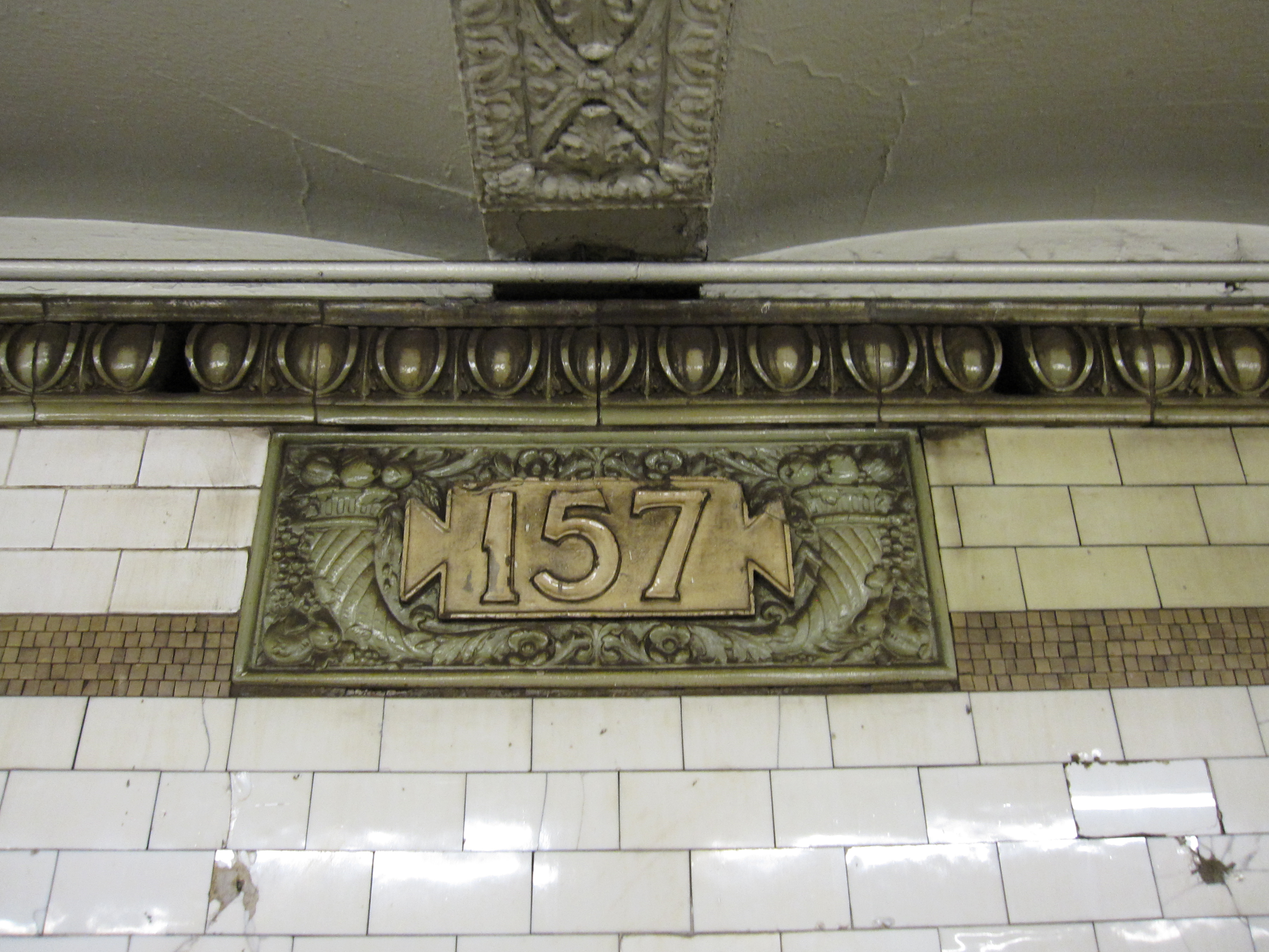
Ceramic cartouche with number "157"

- nycsubway.org—IRT West Side Line: 157th Street
- Station Reporter – 1 Train
- The Subway Nut – 157th Street Pictures（页面存档备份，存于）
- 157th Street downtown entrance from Google Maps Street View
- 157th Street uptown entrance from Google Maps Street View
- Platforms from Google Maps Street View （页面存档备份，存于）